# Љубивоје Јовановић
Љубивоје Јовановић (Северово, 22. јануар 1950) је српски академски сликар познат по својим сликама, књигама и радовима инспирисаним словенском религијом.

## Биографија
Рођен је 22. јануара 1950. године у Северову код Ариља. Завршио је пекарски занат у Ариљу 1968. године. Ликовну академију је завршио 1978. године у Прагу. Бавио се педагошким радом до 1987. године, а затим је у статусу слободног уметника. Био је директор Културног центра у Ариљу од 1996. до 2002. године. Био је један од оснивача Српског покрета обнове. Бавио се политиком до 1998. године. Од 1999. године се бави словенском религијом. 
До сада је излагао самостално 35 пута и колективно око 25 пута.
Значајни циклуси слика : „Улице“, „Маслине“, „Време сумрака“. Учествује у раду бројних ликовних колонија. Аутор је више радова
. и књиге који се баве словенском религијом Има жену Хелену и сина Немању. Редовне теме његових слика чине божанства Словена: Перун, Лада, Морана, Световид, Сварог, Коледо.
Циљ ми је да повратим заборављено, да подигнем свест о нама као о великом народу, да повратим самопоуздање и самосвест Срба. Да бисмо били способни да одолимо овој ветрометини у којој живимо.

## Стил
Технике којима се Љубивоје Јовановић најчешће служи су темпера на картону и уље на платну.

## Радови
циклус „Богови Словена“:
- Дажбог
- Морана
- Перун
- Београдски пантеон, храмови Световида, Дајбога, Перуна и Велеса
- Радгост
- Рујевит
- Световид
- Жива
- Лада